# Pieter Gouderjaan
Pieter Gouderjaan (Linschoten, 5 maart 1935 – Krefeld, 17 januari 2015) was een Nederlands musicus.

## Biografie
Op 17 november 1957 behaalde Gouderjaan op 22-jarige leeftijd aan het Koninklijk Conservatorium te Den Haag zijn diploma tot solo-hoornist met de aantekening cum laude. Zijn vakdocent was Piet Schijf. De verplichte diensttijd bracht hij door bij de Koninklijke Militaire Kapel te Den Haag. Daarna trad hij in dienst van De Nederlandse Opera. Op de leeftijd van 25 jaar trad hij in dienst als solo-hoornist bij het Rotterdams Philharmonisch Orkest. Er volgden tournees naar onder andere de VS, Korea, Japan, China en Rusland. Naast solo-hoornist was Gouderjaan hoofdvakdocent aan het Rotterdams Conservatorium. Daarnaast gaf hij jarenlang, als vaste gastdocent, masterclasses aan het Conservatorium van Shanghai. Gouderjaan maakte deel uit van het door hem opgerichte Pierre d'Or Ensemble en van het Nederlands Blazers Ensemble, Orkest De Volharding, het Xenakis Ensemble, de Ebony Band, The Group en de jazzformatie Peter Ypma plus Eleven, waarmee hij optrad op het North Sea Jazz Festival.
Gouderjaan heeft naast zijn carrière als musicus een volledige mondstukken-lijn voor koperinstrumenten ontworpen. Enkele van deze mondstukken zijn op de markt gekomen. De jazztrompettist Roy Hargrove gebruikte onder andere een Gouderjaan-mondstuk.

## Opnamen
Theo Loevendie schreef in 1976 het werk Orbits. Horn solo, 4 horns obligato & orchestra, 1972-'76 in opdracht van de Rotterdamse Kunststichting en droeg het op aan Gouderjaan. In 1989 was Gouderjaan de solohoornist in de uitvoering van Mozarts hoornconcerten door het Amadeus Ensemble onder leiding van Marien van Staalen (Erasmus WVH 003); het stond wekenlang op nummer 1 in de klassieke top tien in Nederland, wat resulteerde in een gouden cd, uitgereikt op 24 mei 1991.